# Giancarlo Scottà
Giancarlo Scottà (* 11. April 1953 in Vittorio Veneto) ist ein italienischer Politiker der Lega Nord.

## Leben
1974 schloss er ein Studium an der Accademia di Belle Arti in Venedig ab und war dann zunächst freiberuflich tätig. 1980 wurde er Lehrer für Kunsterziehung an einer staatlichen Mittelschule, ist aber ohne Bezüge beurlaubt. Von 1999 bis 2009 war Scottà Bürgermeister von Vittorio Veneto. Von 2009 bis 2014 war er Abgeordneter im Europäischen Parlament, seit 2018 ist er erneut Abgeordneter im EU-Parlament. Seit 2008 gehört er dem Consiglio provinciale der Provinz Treviso an, seit Juni 2009 ist er Mitglied im Stadtrat von Vittorio Veneto. Als Bürgermeister war er zugleich Vorsitzender der Fondazione Minuccio Minucci, die im Palazzo Minucci – De Carlo im Stadtteil Serravalle ihren Sitz hat.